# باب ماتار سار
باب ماتار سار (مواليد 14 سبتمبر 2002) هو لاعب كرة قدم سنغالي يلعب في مركز الوسط في توتنهام هوتسبير
.

## روابط خارجية
- باب ماتار سار على موقع الاتحاد الأوربي (الإنجليزية)
- باب ماتار سار على موقع قاعدة بيانات كرة القدم.إي يو (الإنجليزية)
- باب ماتار سار على موقع ليكيب (الفرنسية)
- باب ماتار سار على موقع ناشيونال فوتبول تيمز (الإنجليزية)
- باب ماتار سار على موقع Soccerbase.com (لاعب) (الإنجليزية)
- باب ماتار سار على موقع Soccerway.com (الإنجليزية)
- باب ماتار سار على موقع عالم كرة القدم.نت (الإنجليزية)